# Anta de Fonte de Mouratão
Die Anta de Fonte de Mouratão, auch unter dem Namen Anta do Mouratão bekannt, ist eine Megalithanlage etwa 9,5 km westlich Castelo de Vide, in der Gemeinde (portugiesisch Freguesia) São João Baptista im Kreis (portugiesisch Concelho) Castelo de Vide, Distrikt Portalegre im nordöstlichen Alentejo.
Anta, Mámoa, Dolmen, Orca und Lapa sind die in Portugal geläufigen Bezeichnungen für die ungefähr 5000 Megalithanlagen, die während des Neolithikums im Westen der Iberischen Halbinsel von den Nachfolgern der Cardial- oder Impressokultur errichtet wurden.

## Denkmalpflege
1867–1868 wurde die Anlage durch Francisco António Pereira da Costa untersucht und publiziert und 1910 als Monumento Nacional eingetragen und geschützt. Eine moderne archäologische Nachuntersuchung der Fundstelle steht bisher aus. Im Zuge der Prospektionen von 1986 wurde die Anlage katalogisiert. 1998 und 1999 wurde die Verlegung einer Gasleitung in unmittelbarer Nähe der Anta archäologisch begleitet.
Die Anlage wurde über einen längeren Zeitraum als landwirtschaftliches Nebengebäude, unter anderem als Hühnerstall, genutzt.

## Befund
Die regelmäßig polygonale Grabkammer wird durch sieben Tragsteine (Orthostaten) aus Granit gebildet, die noch in situ erhalten sind. Drei der Tragsteine sind allerdings stark beschädigt. Der Deckstein ist noch erhalten und etwas in Richtung auf die Wand des angrenzenden, modernen Gebäudes verrutscht.
Die Zwischenräume zwischen den Tragsteinen sind aufgrund der Nutzung als landwirtschaftliches Gebäude vermauert und der ehemalige Zugang der Anta wurde mit einer Tür geschlossen.
Die Grabung erbrachte keine Hinweise auf einen Korridor oder eine Überhügelung (Mámoa) des Grabes.

## Funde
Über eventuelle Funde der Grabung von 1867 bis 1868 liegen keine Informationen vor.
Die Datierung der Anlage kann daher nur allgemein in den Zeitraum vom Endneolithikum bis in die Kupfersteinzeit (3500–2000 v. Chr.) erfolgen.